# Antàrtida Occidental

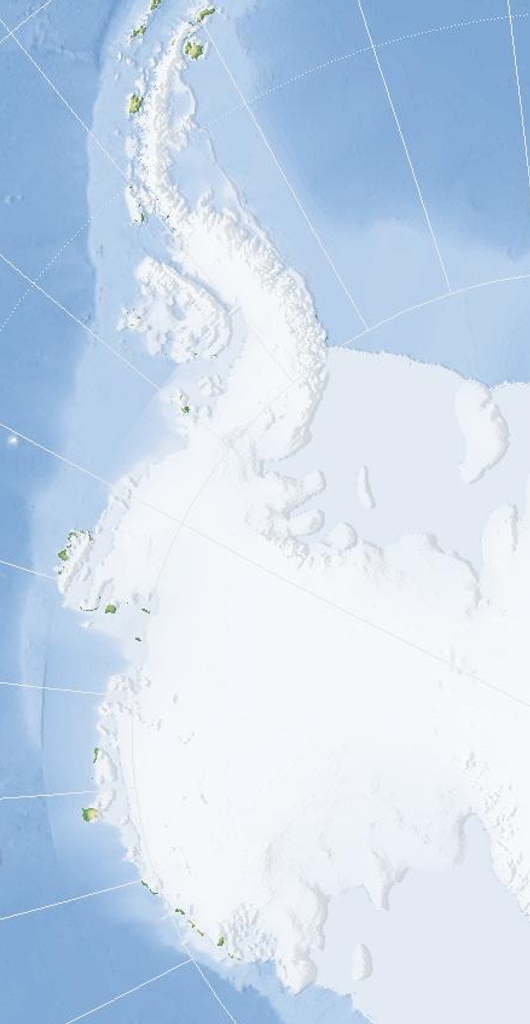
Mapa gairebé en blanc de l'Antàrtida Occidental

Mapa etiquetat de l'Antàrtida, amb l'Antàrtida occidental a l'esquerra.

L'Antàrtida Occidental o Antàrtida Menor (79° S, 100° O / 79°S,100°O) és una de les dues grans regions en què es divideix l'Antàrtida, corresponent al costat de les muntanyes Transantàrtiques enfront de l'oceà Pacífic i que comprèn bàsicament la terra de Marie Byrd, la terra d'Ellsworth, i la península Antàrtica. Tota l'Antàrtida Occidental queda dins de l'Hemisferi Occidental. Està separada de la massa principal del continent (Antàrtida Oriental) pel mar de Ross i el mar de Weddell, semblant una gegantina península que s'estreta des del pol Sud cap a l'extrem meridional d'Amèrica del Sud. De vegades també s'anomena Antàrtida Occidental a tota la part del continent que forma part de l'Hemisferi Occidental.
El nom ha existit per més de 90 anys (Balch, 1902; Nordenskjold, 1905), però el seu ús generalitzat va començar amb l'Any Geofísic Internacional (1957-1958), ja que les exploracions havien revelat que les Muntanyes Transantàrtiques constitueixen una útil separació regional entre l'Antàrtida Occidental i l'Antàrtida Oriental. El Advisory Committee on Antarctic Names (US-ACAN, Estats Units) va aprovar el nom (en anglès, West Antarctica) el 1962.
Durant els últims 50 anys, la costa oest de la península antàrtica ha estat, i encara és, una de les parts del planeta que s'escalfa més ràpidament. La temperatura més alta mai registrada va ser de 18,3 °C a la Base Esperança, el 6 de febrer de 2020.

## Localització i descripció

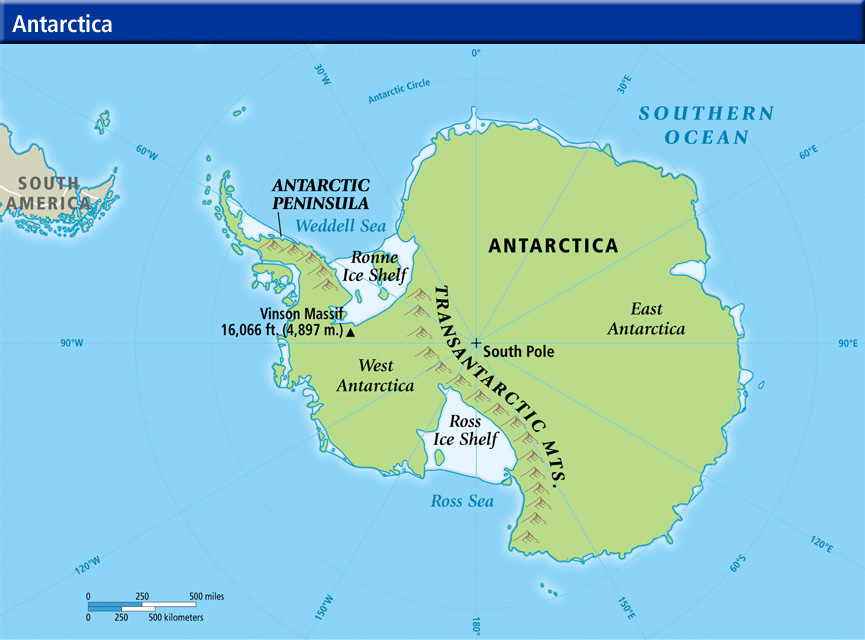
Mapa geogràfic de l'Antàrtida

Situada al costat de l'oceà Pacífic de les muntanyes transantàrtiques, l'Antàrtida occidental comprèn la península antàrtica (amb la terra de Graham i la terra de Palmer); la terra d'Ellsworth, la terra de Marie Byrd i la terra del rei Eduard VII; illes al mar com l'illa Adelaida i plataformes de gel, sobretot la plataforma de gel Filchner-Ronne al mar de Weddell i la plataforma de gel de Ross al mar de Ross.
L'Antàrtida Occidental va rebre el seu nom a principis del segle xx. Aquest ús es va convertir en estàndard després de l'Any Geofísic Internacional (1957–1958) i les exploracions que van revelar que les muntanyes transantàrtiques proporcionen una frontera regional útil entre l'Antàrtida occidental i l'Antàrtida oriental. El Comitè Assessor de Noms Antàrtics va aprovar el nom el 1962.
L'Antàrtida occidental està coberta principalment per una capa de gel massiva anomenada capa de gel de l'Antàrtida occidental. En les últimes dècades, aquesta capa de gel ha mostrat signes de disminució de la massa.
La història geològica de l'Antàrtida occidental es va resumir en una publicació del 2020.

## Tundra antàrtica de Marielandia
Les parts de l'Antàrtida occidental no cobertes de gel (oasi antàrtica), que són les costes de la península antàrtica, constitueixen una regió de biodiversitat coneguda com a tundra antàrtica de Marielandia (pasada la terra de Marie Byrd). Aquesta zona té el clima més càlid de l'Antàrtida i les molses i les roques cobertes de liquens estan lliures de neu durant els mesos d'estiu, tot i que el clima encara és frígid i la temporada de creixement molt curta.